# Der tote Gabriel
Der tote Gabriel ist eine Erzählung des österreichischen Schriftstellers Arthur Schnitzler, die am 19. Mai 1907 in der Wiener Tageszeitung Neue Freie Presse erschien. Sie wurde in die 1912 bei S. Fischer erschienene Novellensammlung Masken und Wunder aufgenommen.

## Inhalt
Kurz nach dem Selbstmord des jungen Autors Gabriel begegnet sein Bekannter Ferdinand Neumann auf einem Ball Irene, die in Gabriel verliebt war. Er ist erstaunt über die scheinbare Fröhlichkeit Irenes angesichts des Verlusts. Ferdinand erinnert sich an die zurückliegenden Ereignisse: Er hatte eine Affäre mit der Schauspielerin Wilhelmine Bischof, der Geliebten Gabriels, und sah Gabriel in der Nacht vor seinem Selbstmord unruhig vor Wilhelmines Wohnung auf und ab gehen, in der Ferdinand sich gerade aufhielt. Ferdinands später aufkommende Gewissensbisse verflogen jedoch rasch wieder.
Irene spricht Ferdinand an. Sie glaubt, dass Gabriel sich wegen Wilhelmine umgebracht hat. Ferdinand gesteht, Wilhelmine entfernt zu kennen, woraufhin Irene ihn bittet, sie ihr vorzustellen. Gemeinsam fahren sie zu Wilhelmines Anwesen, wo beide von der Schauspielerin empfangen werden. Während ihrer oberflächlichen Unterhaltung warnt die Gastgeberin wie zum Scherz Irene vor ihrem Begleiter. Bald darauf verabschieden sich Irene und Ferdinand und fahren zurück zum Ball. In der Kutsche küsst Irene ihn überraschend, und er erkennt, dass sie um seine Verstrickung in Gabriels Selbstmord weiß. Beim Aussteigen warnt sie ihn davor, ihr zu folgen.
Einige Tage später erzählt Ferdinand das Geschehene einem Bekannten. In seiner Tasche hat er schon den Fahrschein für eine längere Reise, er wird sein inhaltsloses Leben unbeschadet fortsetzen: „Seit drei Tagen begriff er auch, daß Menschen aus hoffnungsloser Liebe sterben können … andere natürlich … andere.“

## Hintergrund
Laut dem Literaturhistoriker Peter Sprengel arbeitete Schnitzler in die Erzählung seine Erfahrungen mit der Schauspielerin Adele Sandrock ein.
Reinhard Urbach hat die Überlappung der Figuren zu Schnitzlers Dramenfragment Das Wort herausgestrichen, s. d.

## Verfilmung
- Der tote Gabriel, Österreich 1968, Regie: Hans-Peter Holasek, mit Wolfgang Hübsch, Erik Frey, Helma Gautier und Erika Pluhar

## Ausgaben
- Arthur Schnitzler: Masken und Wunder. Novellen. S. Fischer Verlag, Berlin 1912. Enthält Die Hirtenflöte, Der Tod des Junggesellen, Der Mörder, Der tote Gabriel, Das Tagebuch der Redegonda und Die dreifache Warnung.
- Arthur Schnitzler: Leutnant Gustl. Erzählungen 1892–1907. Mit einem Nachwort von Michael Scheffel. S. Fischer, Frankfurt am Main 2004, ISBN 3-10-073552-8